# 蔣暁松
蒋 暁松（しょう ぎょうしょう、Jiang Xiaosong 1951年11月8日 - ）
上海市出身。父は映画監督の蒋君超、母は著名な女優、白楊。
一般社団法人日本医療国際化機構理事長。「ボアオ・アジア・フォーラム」ファウンダーの一人、初代副理事長、現終身名誉会員。
2020年4月「旭日中綬章」受章。
両親は、周恩来、江沢民らと親交を持っていたが、文化大革命時は下放の経験を持つ。文革終了後、映像作家として身を立て、日米中で活動。
海南島、博鰲（ボアオ）との出会いから同地を生涯のテーマとして活動開始。日中友好を軸に様々な事業を企画、実行している。
1998年から世界経済フォーラム（ダボス会議）のアジア版とも言える「ボアオ・アジア・フォーラム」の設立に奔走。
2000年10月、胡錦濤副主席（当時）は、フィリピン大統領フィデル・ラモス氏（当時）、オーストラリア元首相の故ボブ・ホーク氏（当時）、及び、蒋暁松氏らと会見し、正式にホスト国として「ボアオ・アジア・フォーラム」の創立を表明。2001年2月に、博鰲（ボアオ）にて「ボアオ・アジア・フォーラム」の正式創立大会を開催。
2009年「博鰲（ボアオ）楽城」構想を海南省政府に働きかけ、2010年「ボアオ楽城―日中太陽と水のモデル地区」建設プロジェクトを実現。
2012年ボアオ・アジア・フォーラム年次総会にて「万泉楽城 」 プロジェクトを発表。同プロジェクトは博鰲（ボアオ）楽城を舞台に、医療にフォーカスした特区を提唱する内容であった。2013年、1.中国国務院が【2013】33号文書により、「海南博鰲楽城国際医療旅游先行区」を指定。万泉楽城プロジェクト正式承認。
日中交流に尽力し、その活動の中から培った日中各界に広範な人脈を有するが、中国共産党員ではない。現在は活動の軸を日中、アジアの健康・医療に置き、医療交流の促進に注力。

## 主な作品
- 「流水経過這里（流水はここを通る）」 文学隔月刊【収穫】1980年5月号に掲載された映画文学脚本[2]
- 「木の小屋」1985年ニューヨーク国際映画祭で監督賞を受賞[2]
- 「故宮」と「大中国」等のNHKスペシャル番組の企画とコーディネーター[2]
- 「今年はここに」 国際平和年（1986年）を記念し日中共同で制作された作品[2]
- 「チベット」TBSで放送、監督を務める[2]
- 天安門事件後初の人民解放軍取材 1989年9月放送されたTBS報道特集[2]
- 「山田洋次」（翻訳）[2]